# UFC 260
UFC 260: Miocic vs. Ngannou 2（ユーエフシー・ツーシックスティ：ミオシッチ・バーサス・ガヌー・ツー）は、アメリカ合衆国の総合格闘技団体「UFC」の大会の一つ。2021年3月27日、ネバダ州ラスベガスのUFC APEXで開催された。

## 大会概要
本大会では王者スティーペ・ミオシッチと挑戦者フランシス・ガヌーによるUFC世界ヘビー級タイトルマッチが組まれた。
観客としてミーガン・フォックス、マシン・ガン・ケリー、コートニー・カーダシアン、トラヴィス・バーカーらが観戦した。

## 試合結果

### アーリープレリム
第1試合 ミドル級 5分3R
○  マルク・アンドレ・バリオー vs.  アブー・アツァイター ×
3R 4:56 TKO（パウンド）

### プレリミナリーカード
第2試合 フェザー級 5分3R
○  オマール・モラレス vs.  シェーン・ヤング ×
3R終了 判定3-0（30-27、30-27、30-27）
第3試合 ライトヘビー級 5分3R
○  ミハル・オレクシェイチュク vs.  モデスタス・ブカウスカス ×
3R終了 判定2-1（29-28、28-29、29-28）
第4試合 ウェルター級 5分3R
○  アブバカル・ヌルマゴメドフ vs.  ジャレッド・グッデン ×
3R終了 判定3-0（30-27、30-27、30-27）
第5試合 206.5ポンド契約 5分3R
○  アロンゾ・メニフィールド vs.  ファビオ・シェラント ×
1R 1:11 ヴォンフルーチョーク
※シェラントの体重超過によりライトヘビー級から変更

### メインカード
第6試合 ライト級 5分3R
○  ジェイミー・ムラーキー vs.  カーマ・ワーシー ×
1R 0:46 KO（左フック→パウンド）
第7試合 女子フライ級 5分3R
○  ミランダ・マーベリック vs.  ジリアン・ロバートソン ×
3R終了 判定3-0（30-27、30-27、29-28）
第8試合 バンタム級 5分3R
○  ショーン・オマリー vs.  トーマス・アルメイダ ×
3R 3:52 KO（左ストレート→パウンド）
第9試合 ウェルター級 5分3R
○  ビセンテ・ルケ vs.  タイロン・ウッドリー ×
1R 3:56 ブラボーチョーク
第10試合 UFC世界ヘビー級タイトルマッチ 5分5R
○  フランシス・ガヌー vs.  スティーペ・ミオシッチ ×
2R 0:52 KO（左フック）
※ガヌーが王座獲得に成功。

### 各賞
ファイト・オブ・ザ・ナイト：ビセンテ・ルケ vs. タイロン・ウッドリー
パフォーマンス・オブ・ザ・ナイト：フランシス・ガヌー、ショーン・オマリー
各選手にはボーナスとして5万ドルが授与された。

### カード変更
負傷などによるカードの変更は以下の通り。